# Fernand Hermans
Fernand Eugène Paul Hermans (Diest, 24 juli 1911 - Veerle, 15 februari 2006) was een Belgisch advocaat, bestuurder van het NCMV en christendemocratisch politicus voor het Katholiek Verbond en later de CVP.

## Levensloop
Hermans promoveerde tot doctor in de rechten (1935) aan de Katholieke Universiteit Leuven. Hij vestigde zich als advocaat in Diest. Hij trouwde in 1937 en kreeg zes kinderen.
Tijdens de oorlog werd hij lid van het Verzet en politiek gevangene. Na de bevrijding werd hij actief in het Nationaal Christelijk Middenstandsverbond (NCMV). Van deze middenstandsorganisatie werd hij ondervoorzitter voor het gewest Leuven en van het provinciaal bestuur voor Brabant. Ook werd hij lid van de Hoge Raad van de Middenstand.
Op politiek vlak was hij lid van het hoofdbestuur van de CVP in het arrondissement Leuven. Daarnaast was hij van 1939 tot 1941 en van 1944 tot 1959 gemeenteraadslid te Diest. Na de oorlog trad hij toe tot het Diestse schepencollege. Van november 1944 tot december 1946 was hij burgemeester en vervolgens tot 1958 schepen. Tijdens zijn burgemeesterschap werd het Monument aan de Weerstand onthuld. Tevens werd hij in 1946 verkozen tot volksvertegenwoordiger voor het kiesarrondissement Leuven. Een mandaat dat hij vervulde tot 1968.
Zijn uitvaartplechtigheid vond plaats in de Sint-Sulpitiuskerk te Diest.
- International Standard Name Identifier: 0000 0004 2576 5827
- Nederlandse Thesaurus van Auteursnamen: 069573131
- Virtual International Authority File: 306161117
- WorldCat: E39PBJtRJGVCGkpPfcK4fKWdQq